# Dorfkirche Lexow

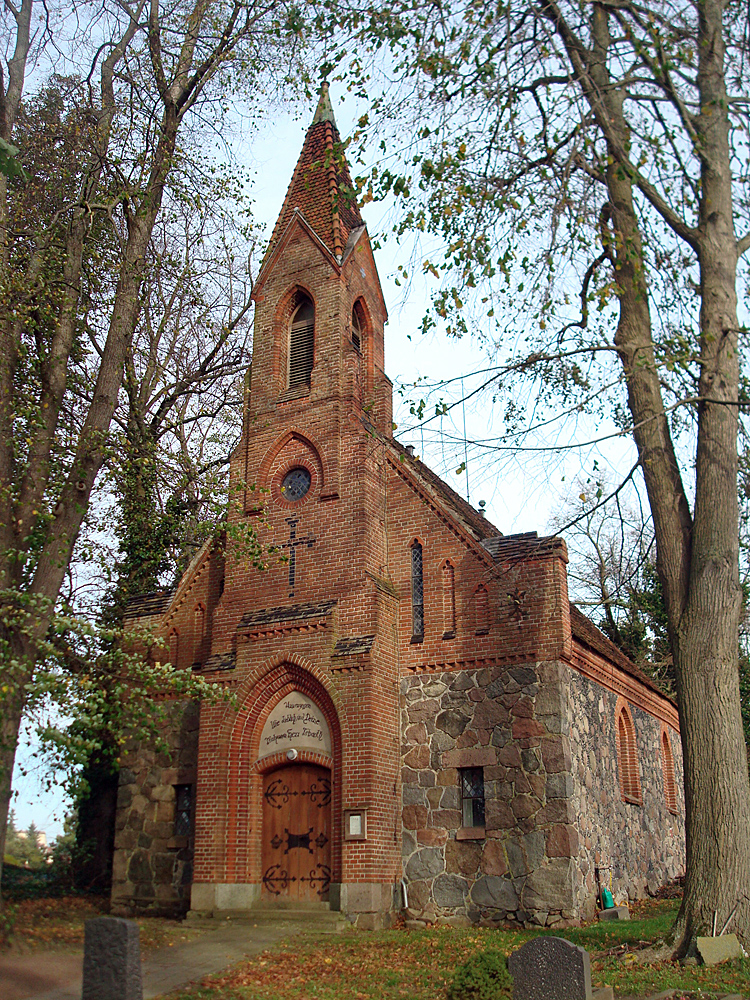
Dorfkirche Lexow

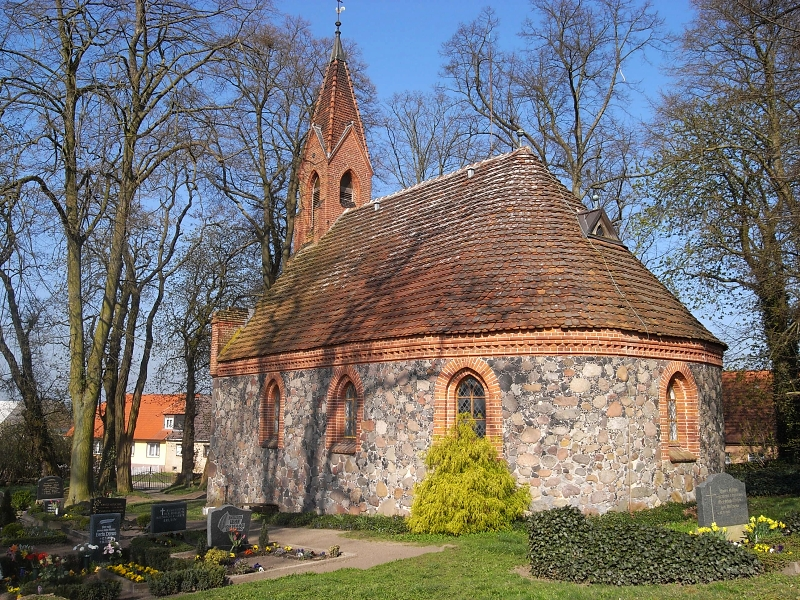
Dorfkirche Lexow

Die Dorfkirche ist ein denkmalgeschütztes Kirchengebäude in Lexow, einem Ortsteil der Gemeinde Walow im Landkreis Mecklenburgische Seenplatte (Mecklenburg-Vorpommern).

## Geschichte
Seit der Ersterwähnung des Dorfes Lexow 1298 steht es eng mit dem Kloster Malchow und dem Kloster Dobbertin in Verbindung.

## Baugeschichte
Die evangelische Kirche ist eine Saalkirche, die wohl um 1400 aus Feldsteinen errichtet wurde. Sie besitzt einen äußerlich halbrunden, aber im Innenraum polygonalen Chorschluss. Die Wände sind durch spitzbogige Fenster mit Backsteinfassung und Bleiverglasung gegliedert. Im Chordach befindet sich ein kleines mansardähnliches Fenster. Im Traufbereich ist umlaufend ist ein Backsteinfries erkennbar. Das Eingangsportal aus Backstein ist mit einem eingelassenen Kreuz verziert, seitlich befinden sich stufenartige Backsteinblenden. Bei der Erneuerung bis 1888 wurde die Westwand und der Turm in Backstein ausgeführt. Gleichzeitig wurde im Innenraum ein Holztonnengewölbe eingezogen. Die Kirchweihe fand am 16. Oktober 1888 statt.
Die Feldsteinkirche ist von einer gepflegten Friedhofsanlage mit einer Feldsteinmauer umgeben.

## Turm
Bei der Umgestaltung 1887/88 erhielt die Kirche den in Backstein errichteten rechteckigen Westturm. Das Obergeschoss ist durch spitzbogige Schallöffnungen gegliedert. Darüber führen die Spitzgiebel zu der krönenden Haube mit Wetterfahne.
Im Turm hängt eine kleine Glocke ohne Inschrift. Vorher hingen die Glocken in einem eichenen Glockenstuhl neben der Kirche.

## Ausstattung
- Das Altarbild zeigt einen kreuztragenden Christus, es ist mit F. Knaut signiert.
- Die Kanzel ist eine Arbeit vom Ende des 17. Jahrhunderts, der Fuß wurde 1887 zugefügt.
- Bemerkenswert ist auch der geschnitzte Taufengel von 1726, der nach seiner Restaurierung seit 1996 wieder südlich vom Altar hängt.
- Altar, Taufe, Gestühl und neugotische Holzausstattung sind aus der Zeit nach 1850.
- Die kleine rechts neben dem Altar stehende Orgel mit drei Registern, einem Manualen und ohne Pedal wurde 1875 durch den Orgelbauer Friedrich Hermann Lütkemüller gebaut. Zur Orgelweihe 1875 stand sie noch auf der Westempore.[1] In dem klassizistisch-neugotischen Gehäusebilden die originalen Pfeifen des Praestant 4' ein chromatisches Blickfeld. Den oberen Gehäuseabschluss bildet eine Maßwerkfriesleiste, gekrönt durch ein Kreuz. Über dem Prospektfeld ist ein dreieckiges Schleierbrett mit reichem neugotischen Dekor. In typischer Bauweise Klaviatur und Notenpult. An dieser Orgel gibt es nur einen Kalkantentritt in der Vorderfront für den Organisten. Die Aufstellung im Altarraum erfolgte 1982 durch die Orgelbaufirma Arno Voigt aus Bad Liebenwerda. Durch den Orgelbauer Wolfgang Nußbücker aus Plau am See wurde 1992 eine weitere Reparatur vorgenommen.[2]

## Kirchgemeinde
Die Dorfkirche Lexow war eine Filialkirche von Malchow. Das Kloster Malchow hatte bis 1920 das Kirchenpatronat inne, doch der Grundbesitz des Dorfes gehörte dem Kloster Dobbertin. Heute gehört sie mit den Kirchen in Grüssow, Walow, Satow und Zislow zur verbundenen Kirchengemeinde Grüssow/Satow der Propstei Neustrelitz im Kirchenkreis Mecklenburg der Evangelisch-Lutherischen Kirche in Norddeutschland.

### Gedruckte Quellen
- Mecklenburgisches Urkundenbuch (MUB)
- Mecklenburgische Jahrbücher (MJB)

### Ungedruckte Quellen
Landeshauptarchiv Schwerin (LHAS)
- LHAS 2.12-3/2 Klöster und Ritterorden, Landeskloster Dobbertin.
- LHAS 3.2-3/1 Landeskloster/Klosteramt Dobbertin.
- LHAS 3.2-4 Ritterschaftliche Brandversicherungsgesellschaft.
- LHAS 5.11-2 Landtagsversammlung, Landtagsverhandlungen, Landtagsprotokolle und Landtagsausschuß.
- LHAS 5.12-4/2 Mecklenburgisches Ministerium für Landwirtschaft, Domänen und Forsten.

Landeskirchliches Archiv Schwerin (LKAS)
- LKAS. OKR Schwerin, Specialia Kirche Lexow.